# Теводрос II
Теводрос II (геез ዳግማዊ ቴዎድሮስ; 1818—13 квітня 1868) — негус Ефіопії у 1855–1868 роках.

## Життєпис
До проголошення імператором мав ім'я Касса Хайле. Був сином дрібного феодала з Куари, його мати була незнатного походження. Спочатку готувався до духовної кар'єри, здобув освіту та жив при монастирі. Однак монастир було зруйновано, й Каса простим воїном вступив до загону свого далекого родича. За якийсь час проголосив себе деджазмачем і фактично став розбійником.
Касса мав значний успіх та почав загрожувати правителям північних областей. Після одруження з дочкою Алі Тоуабеча як посаг отримав провінцію Куара. Підкоривши своїй владі території на захід та північ від озера Тана (провінції Уолло, Шоа та Годжам), 1852 року розпочав боротьбу за владу над усією Ефіопією. Розбивши своїх противників, об'єднав північну та центральну Ефіопію й проголосив себе імператором під іменем Теводроса II. Намагаючись зміцнити свою владу, наказав зібрати всіх нащадків правлячих родин з підкорених областей як заручників до фортеці Мекделу. Серед них був і спадкоємець престолу області Шоа Сале Мар'ям, майбутній Менелік II.
Намагаючись перетворити Ефіопію на сильну централізовану державу, почав проводити низку реформ з метою об'єднання в руках верховного правителя всіх державних прибутків. При цьому було зменшено податки для сільського населення. Займався створенням регулярної армії, заборонив работоргівлю, реформував судову систему. За часів його правління почалось будівництво доріг, в Ефіопії почали відливати гармати.

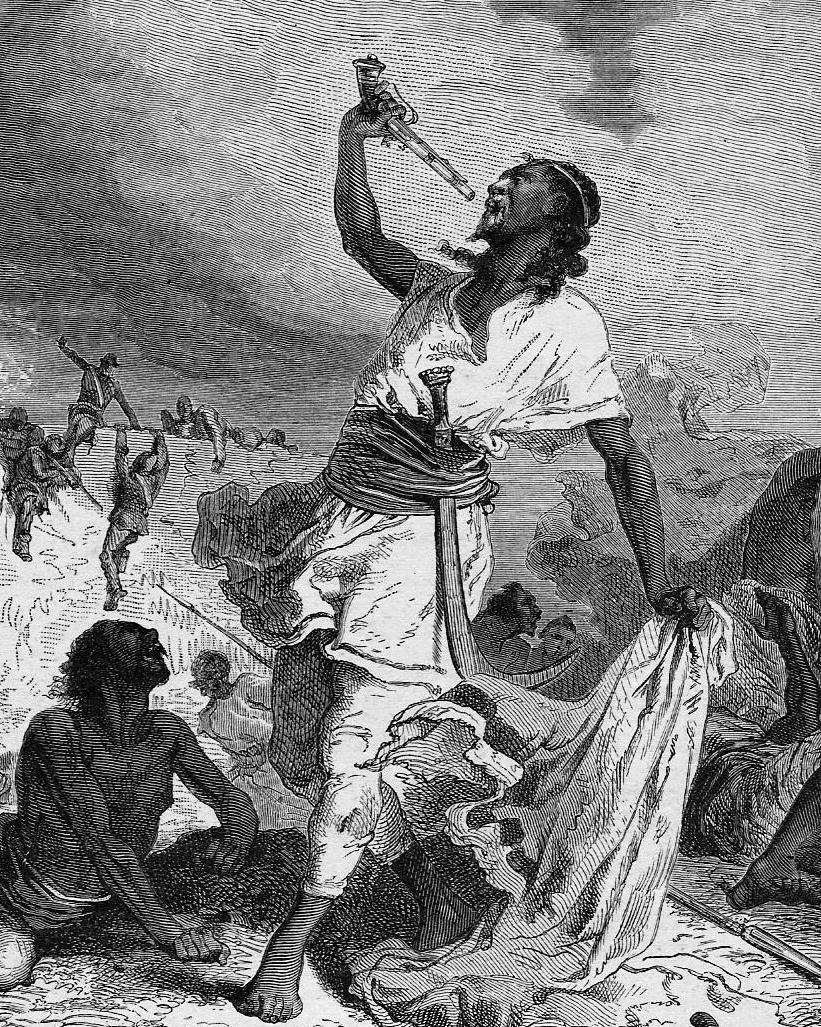
Самогубство Теводроса II

Запроваджений Теводросом II податок на церковні землі спричинив невдоволення серед духовенства, яке почало підтримувати багатих феодалів та місцевих правителів у їхніх виступах проти центральної влади. Феодалів підтримали англійці, які, вбачаючи у встановленні сильної центральної влади на чолі з Теводросом загрозу своїм інтересам на північному сході Африки, розв'язали англо-ефіопську війну (1867–1868). Після здобуття англо-індійськими військами фортеці Мекдела Теводрос II, не бажаючи здаватись у полон, заподіяв собі смерть. За іронією долі, він застрелився з пістолета, який йому подарувала королева Вікторія.
Британці захопили Тірворк Вубе, вдову імператора, та їхнього малолітнього сина, спадкоємця престолу Алемаєху. Імператриця невдовзі померла, а Алемаєху був вивезений до Великої Британії, де помер за 11 років.